# Araçá-roxo
O araçá-roxo (Psidium myrtoides O. Berg) é uma árvore brasileira da floresta ombrófila densa da Mata Atlântica, não pioneira, restrita ao litoral norte do estado de São Paulo, ameaçada de extinção.

## Características
Árvore de 4 a 8 m de altura, de copa colunar. Semidecídua, é árvore clímax xerófita, de dispersão descontínua, exclusiva de solos secos, argilosos, profundos e férteis. Desenvolve-se lentamente.
Tronco ereto pouco sulcado, de até 35 cm de diâmetro, casca fina quase lisa, que descama em placas delgadas.
Folhas simples opostas, coriáceas, glabras, com até 8 cm de comprimento.
Flores solitárias, axilares, opostas, brancas, formadas de outubro a dezembro. As flores são apícolas.
Frutos: bagas globosas, brilhantes, com polpa carnosa e adocicada, contendo várias sementes. Amadurecem de maio a julho. São muito apreciados por pássaros, responsáveis pela dispersão das sementes (zoocoria).

## Ocorrência
Endêmica da floresta estacional semidecidual da Mata Atlântica do estado de São Paulo.